# پیتر نیمایر
پیتر نیمایر (انگلیسی: Peter Niemeyer؛ زادهٔ ۲۲ نوامبر ۱۹۸۳) بازیکن فوتبال اهل آلمان است.
از باشگاه‌هایی که در آن بازی کرده‌است می‌توان به باشگاه فوتبال دارمشتات ۹۸، باشگاه ورزشی وردر برمن، باشگاه فوتبال هرتابرلین، و باشگاه فوتبال توئنته اشاره کرد.
وی همچنین در تیم ملی فوتبال زیر ۲۱ سال آلمان بازی کرده‌است.